# 尼西尔·布鲁克斯
尼西尔·塔-约翰·布鲁克斯（1996年12月5日—）為美國男子籃球運動員，現效力於台灣職業籃球大聯盟新北中信特攻。
2022年6月16日，紐芬蘭咆哮者簽下布鲁克斯。7月18日，VEF里加引進布鲁克斯。2022-23賽季結束後布鲁克斯前往中國大陸，效力全国男子篮球联赛石家庄翔蓝。2023年10月20日，SIG史特拉斯堡簽下布鲁克斯暫時頂替納基·桑德斯。12月4日，SIG史特拉斯堡與布鲁克斯簽約至賽季結束。2024年7月8日，布鲁克斯與VTB聯賽薩馬拉簽下賽季合約。12月3日，由於卢布貶值以及天然氣工業銀行被制裁，薩馬拉無法向美國籍球員支付薪資，於是與陣中包含布鲁克斯在內三名外籍球員終止合約。12月17日，台灣職業籃球大聯盟新北中信特攻簽下布鲁克斯，中文登錄名「奈森」，加盟臺灣球隊前，有希臘球隊對布鲁克斯感興趣。

## 外部連結
- 尼西尔·布鲁克斯在fiba.basketball（英语）
- 尼西尔·布鲁克斯在VTB聯賽官網（英语）
- 尼西尔·布鲁克斯在法國籃球甲級聯賽官網（法语）
- 尼西尔·布鲁克斯在台灣職業籃球大聯盟官網
- 尼西尔·布鲁克斯在Basketball-Reference.com（國際）（英语）
- 尼西尔·布鲁克斯在Sports-Reference.com（NCAA）（英语）
- 尼西尔·布鲁克斯在Eurobasket.com（球員）（英语）
- 尼西尔·布鲁克斯在Proballers（英语）
- 尼西尔·布鲁克斯在RealGM（英语）
- 尼西尔·布鲁克斯在Flashscore（英语）